# Steatoda phalerata
Steatoda phalerata là một loài nhện trong họ Theridiidae. Chúng được miêu tả năm 1801 bởi Panzer.